# Edmund Arrowsmith
Edmund Arrowsmith, nato Brian Arrowsmith (Haydock, 1585 circa – Lancaster, 28 agosto 1628), è stato un presbitero e gesuita inglese; martirizzato sotto Carlo I, è venerato come santo dalla Chiesa cattolica ed è ricordato tra i santi quaranta martiri di Inghilterra e Galles.

## Biografia
Nacque nel 1585 ad Haydock (Nord-ovest dell'Inghilterra) e venne battezzato col nome di Brian. Fu il primo dei quattro figli di Robert, coltivatore diretto, e Margery Gerard. La famiglia Arrowsmith era di fede cattolica ed era nota per l'ospitalità offerta a molti sacerdoti perseguitati. La famiglia di Edmund dovette affrontare molte sofferenze. Più volte il padre fu arrestato e venne rilasciato solo dopo il pagamento di forti multe. Stanco di persecuzioni, Robert andò a combattere nelle Fiandre per la Spagna cattolica contro le Province Unite calviniste. Poco dopo il suo ritorno, però morì (1599).
La moglie rimase sola con i figli piccoli. Grazie all'aiuto delle famiglie cattoliche vicine, i figli poterono studiare e rimanere cattolici. Brian fu affidato ad un sacerdote che lo avviò alla carriera ecclesiastica. Nel 1605 venne iscritto al Collegio inglese di Douai (nelle Fiandre), dove insegnava uno zio paterno, di nome Edmund. Quando fu cresimato ricevette lo stesso nome dello zio: decise di conservarlo per il resto della sua vita. Fu ordinato sacerdote il 5 dicembre 1612 ad Arras, nella Francia del Nord. L'anno successivo partì missionario per l'Inghilterra (17 giugno 1613). Svolse la sua missione nella stessa contea di origine, il Lancashire. Vivendo sotto falso nome, assistette le famiglie cattoliche (ancora numerose in tutta la contea) e cercò di riportare all'«antica fede» i protestanti.
Per ben nove anni riuscì a non essere scoperto. Fu arrestato una prima volta nel 1622. Venne portato davanti al vescovo anglicano di Chester che ebbe il compito di convertirlo. Ne uscì una disputa su quale fosse la vera religione. Il vescovo era spalleggiato da un nutrito gruppo di sacerdoti, mentre Arrowsmith era solo. Nel confronto «tutti contro uno» si difese talmente bene che la spuntò. Però fu rimesso in carcere. Un'amnistia concessa da re Giacomo I (che stava trattando il matrimonio del figlio Carlo con l'infanta di Spagna) gli ridiede la libertà.
Nel 1624 Arrowsmith entrò nella Compagnia di Gesù. Anche come gesuita si fece chiamare Edmund. Dopo un breve noviziato andò a vivere (sempre sotto falso nome) in una casa segreta a Clerkenwell (2 km a nord della Città di Londra) dove vivevano gesuiti sotto copertura. Mantenne i contatti con le famiglie del Lancashire, presso le quali si recava periodicamente. Durante i suoi soggiorni si nascondeva in una locanda di Hoghton. Un giorno del 1628 la casa di Clerkenwell fu perquisita dalle guardie, che arrestarono tutte le persone che vi trovarono. Fortunatamente, Arrowsmith non era a Londra ma si trovava nel Lancashire.
La sua libertà era però destinata a finire entro poco tempo. A Hoghton conobbe una coppia di fidanzati: lui era cattolico e lei protestante. L'uomo, di nome Holden, si voleva sposare con rito cattolico ma voleva avere rapporti carnali anche prima delle nozze. Arrowsmith rifiutò di concedergli una dispensa e gli consigliò di vivere da solo fino al giorno della cerimonia. Il giovane non solo rifiutò il consiglio, ma decise di farlo arrestare. Lo catturò, insieme a dei complici, e lo consegnò alle guardie, che lo rinchiusero nel castello di Lancaster.
Il 26 agosto 1628 Arrowsmith venne accusato di essere gesuita e rinviato a giudizio. Nessuno però riuscì a provare che fosse un sacerdote. La testimonianza di Holden non fu ritenuta sufficiente a formare una prova. Edmund fu comunque condannato a morte con l'accusa di essere espatriato per diventare sacerdote cattolico e poi essere rientrato in Inghilterra («Editto 27» di Elisabetta I). Il re d'Inghilterra, Carlo I, nonostante fosse sposato a una cattolica, non concesse la grazia.
Non essendosi trovato un boia disposto ad eseguire la sentenza, il compito di uccidere il sacerdote fu affidato a un condannato a morte per diserzione, che fu ricompensato con la remissione in libertà. Il 28 agosto Arrowsmith fu fatto uscire dalla cella. Attraversando il cortile interno del castello, alzò le mani al cielo: era il segno concordato con John Southworth (oggi santo), che lo guardava da una finestra, affinché ricevesse l'assoluzione dai peccati. Fu trasportato su un carro fino al luogo dell'esecuzione. Prima di salire sul patibolo si rivolse ai presenti dicendo:
La sentenza fu eseguita per impiccagione, sventramento e squartamento. Un fedele cattolico riuscì a tagliare la mano destra del martire. La preziosa reliquia, assieme ad un crocifisso e a una statuina della Beata Vergine a lui appartenuti, furono conservati dalla famiglia Arrowsmith.

## Culto
Edmund Arrowsmith fu beatificato il 15 dicembre 1929 da papa Pio XI e canonizzato da papa Paolo VI il 25 ottobre 1970, insieme ad altri 39 martiri di Inghilterra e Galles.

Dopo la beatificazione le reliquie di padre Edmund, conservate dai discendenti, furono donate alla chiesa di Sant'Osvaldo, sita alla periferia di Manchester. Dopo la canonizzazione, la chiesa è stata co-intitolata al martire.